# Florida Seals
Florida Seals byl profesionální americký klub ledního hokeje, který sídlil v Kissimmee na Floridě. V letech 2005–2007 působil v profesionální soutěži Southern Professional Hockey League. Před vstupem do SPHL působil v Atlantic Coast Hockey League a World Hockey Association 2. Seals ve své poslední sezóně v SPHL skončily v základní části. Své domácí zápasy odehrával v hale Silver Spurs Arena s kapacitou 8 000 diváků. Klubové barvy byly modrá, černá, červená, šedá a bílá.

## Historické názvy
Zdroj: 
- 2002 – Orlando Seals
- 2005 – Florida Seals

## Úspěchy
- Vítěz ACHL ( 1× )
  - 2002/03

## Přehled ligové účasti
Zdroj: 
- 2002–2003: Atlantic Coast Hockey League
- 2003–2004: World Hockey Association 2
- 2004–2005: bez soutěže
- 2005–2007: Southern Professional Hockey League